# گورستان پس زیمی
گورستان پس زیمی در شهرستان رودسر، بخش رحیم آباد، روستای لیما واقع شده و این اثر در تاریخ ۲۷ بهمن ۱۳۸۲ با شمارهٔ ثبت ۱۰۹۹۲ به‌عنوان یکی از آثار ملی ایران به ثبت رسیده است.